# Jedwabne

Mapa de la ciudad

Jedwabne (en yiddish: יעדוואַבנע, transl.: Yedvabne) es una localidad polaca localizada en Podlaquia en el distrito de Łomża. Según el censo de 2012, la población era de 1.732 habitantes.

## Historia
La primera mención que se hizo del asentamiento fue de 1455. El 17 de julio de 1736 obtuvo el estatus de ciudad por parte del Rey Augusto III de Polonia, a esta localidad le fueron concedidos el privilegios de mantener sus mercados abiertos los domingos y cinco días festivos por año. En 1737 se construyó una iglesia católica de madera y abierta al año siguiente, en 1770 se levantó la sinagoga de Jedwabne siendo un ejemplo de la arquitectura polaca de la comunidad judía. A finales del siglo XVIII la ciudad tuvo su boom industrial con la construcción de empresas textiles. En 1851 había diecisiete fábricas en las que trabajaban treinta y dos empleados siendo el centro económico del Reino de Polonia en el sector textil. En 1862 llegó la industrialización y con ello la modernización de las máquinas. Poco después la industria cayó en declive tras el Levantamiento de Enero a causa del dominio que ejercía el Imperio Ruso contra los trabajadores polacos y judíos. Jedwabne fue el centro de la comunidad judía más importante del país, en 1900 su población alcanzaba 1.941.
Durante la II Guerra Mundial, La Unión Soviética invadió el este de Polonia (como parte del acuerdo de no agresión Ribbentrop-Molotov) conocida entonces como "Kresy". Entre 1939 a 1941 la población sufrió la represión del NKVD, los cuales combatieron a los partisanos que se refugiaban en los bosques de Kobielne. En aquel entonces la población era de 3.985 habitantes de los cuales 3.670 eran polacos, 250 judíos y 65 bielorrusos. Los arrestados (junto con sus respectivas familias) fueron deportados a Siberia. 
En 1941, la Alemania Nazi decidió atacar la zona soviética en el marco de la operación Barbarroja. Con la intervención de las tropas alemanas, la ciudad pasó a ser conocida por la masacre que tuvo lugar contra la población judía por parte de sus vecinos con el beneplácito de los germanos.
Al día siguiente, según testimonios, los alemanes levantaron un gueto en el que encerraron a los pocos judíos que quedaban con vida (entre 100 y 130). En noviembre de 1941 fueron deportados a Łomża y de ahí a Treblinka.
Varios inmigrantes de Jedwabne residentes en Estados Unidos levantaron una sinagoga en el 242 de Henry Street de Lower East Side, Nueva York.